# Episcada philoclea
Episcada philoclea är en fjärilsart som beskrevs av William Chapman Hewitson 1854. Episcada philoclea ingår i släktet Episcada och familjen praktfjärilar. Inga underarter finns listade i Catalogue of Life.

## Bildgalleri

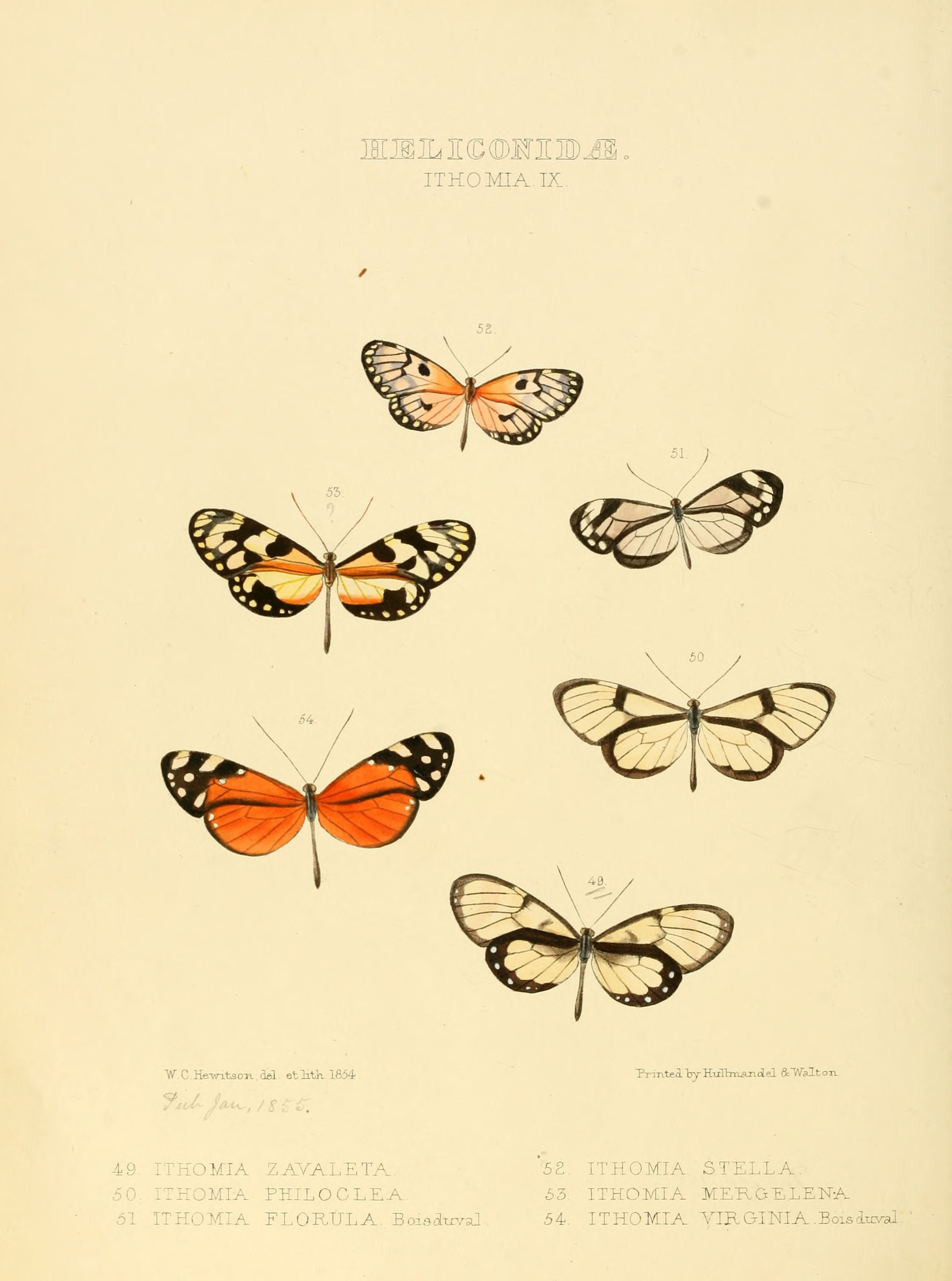